# Мийксе
Ми́йксе (эст. Miikse), до 1997 года Ме́экси (эст. Mееksi) — деревня в волости Сетомаа уезда Вырумаа, Эстония. Исторически относится к нулку Вааксаары.
До административной реформы местных самоуправлений Эстонии 2017 года входила в состав волости Меремяэ (упразднена).

## География
Расположена у российско-эстонской границы, в 25 километрах юго-востоку от уездного центра — города Выру. Расстояние до волостного центра — посёлка Вярска — 31 километр. Высота над уровнем моря — 170 метров. По территории деревни протекает ручей Меэкси.
Мийксе включает в себя бывшую деревню Каменка (эст. Kamenka) и местечко Роозигу (эст. Roosigu).
Климат переходный от морского к континентальному. Официальный язык — эстонский. Почтовый индекс — 65319.

## Население
По данным переписи населения 2021 года, в Мийксе насчитывалось 36 жителей, из них 30 (83,3 %) — эстонцы (сету в перечне национальностей выделены не были).
По данным переписи населения 2011 года, в деревне проживали 34 человека, из них 28 (82,4 %) — эстонцы (сету в перечне национальностей выделены не были).
Численность населения деревни Мийксе переписей населения СССР и Департамента статистики Эстонии:
| Год  | 1959* | 1970* | 1979  | 1989 | 2000 | 2011 | 2017 | 2018 | 2019 | 2020 | 2021 |
| ---- | ----- | ----- | ----- | ---- | ---- | ---- | ---- | ---- | ---- | ---- | ---- |
| Чел. | 195   | ↘ 137 | ↘ 123 | ↘ 96 | ↘ 54 | ↘ 34 | ↗ 38 | ↗ 45 | → 45 | ↘ 41 | ↘ 36 |

* Деревня Меэкси и поселение Меэкси Меремяэского сельсовета вместе.

## История
В письменных источниках 1341 года упоминается на Мѣкузицком поли и оу Мѣкоужице оу рѣчки, 1561 года — Мегузица, 1563 года —— Микужицы (вакус, деревня), 1569 года — Мегузицы, 1585 года — Мигузица, 1586 года — Mieguzycza, 1588 года — Mieguzicza, 1627 года — Miggositz, 1638 года — Megositz, 1684 года — Megositz, 1798 года — Megusitz od.  Mecks (скотоводческая мыза), 1872 года — Mieksi, 1875 года — Meeks, 1885 года — Мегузицы (деревня), 1909 года — Meeks (скотоводческая мыза), 1945 и 1970 годов (Эстонская ССР) — Meeksi.
На военно-топографических картах Российской империи (1866–1867 годы), в состав которой входила Лифляндская губерния, деревня обозначена как Мегозина.
В XIX веке деревня входила в общину Воронкино (эст. Voronitsa kogukond) и относилась к Паниковскому приходу (эст. Pankjavitsa kogudus).
В Эстонии деревня Мийксе считается половиной единой старинной деревни. Через эту деревню столетиями проходила граница между Псковщиной и Ливонией. Эстонский историк и инженер Олег Рославлев считал упомянутое в 1561 году место Волостка Микижицы и деревню Мегузица разными написаниями одного и того же топонима, но по мнению Института эстонского языка это всё же названия отдельных поселений, возможно, расположенных через границу прямо друг против друга. Нет сомнений в одинаковом происхождении их названий. Польские ревизии сообщают о возможной депортации жителей из ливонской деревни Мийксе в Россию и о пришедших в 1584 году новопоселенцах. 
Псковская Мийксе сохранила статус деревни (это видно по карте 1688 года), ливонская Мийксе в 1593 году стала феодом. Недолгое время здесь была мыза, затем, после ухода поляков, ферма рыцарской мызы Ней-Хаузен (нем. Schloß Neuhausen, Вастселийна, эст. Vastseliina mõis). Примерно в 1678 год здесь была основана скотоводческая мыза рыцарской мызы Ней Хаузен, которую в XIX веке сделали скотоводческой мызой рыцарской мызы Иллинген (нем. Illingen, Миссо, эст. Misso mõis). В 1920-х годах, после земельной реформы, мыза стала поселением. В 1977 году оно было объединено с расположенной в Сетомаа деревней в единую деревню Меэкси; название в 1997 году было официально изменено на Мийксе в соответствии с местным произношением.
Традиционная часовня сету (цяссон) в деревне была построена в 1920-х годах. Качество строительства было очень плохим, и часовню снесли в 1950-х годах.

## Достопримечательности
- Церковь Иоанна Крестителя;
- кладбище Мийксе. Основано в 1946 году, внесено в Регистр памятников культуры Эстонии в 1997 году как памятник истории[18];
- жертвенный камень Яаникиви, памятник археологии[19].

В деревне находится древнее кладбище, внесённое в 1998 году в Регистр памятников культуры Эстонии как памятник археологии. В современном пейзаже могилы неразличимы, так как на них нет надземных построек и надгробий. Создано, возможно, в XI веке, захоронения продолжались вплоть до XVIII века.
На деревенском кладбище Мийксе находится братская могила павших в годы Второй мировой войны, памятник истории с 1997 года до 2023 года. Создана в 1944 году, когда здесь были перезахоронены советские воины, павшие в боях у эстонских деревень Меэкси, Меремяэ, Обинитса и Калатсова. В 1959 году на могиле был поставлен памятник-обелиск из доломита по типовому проекту, в 1975 году установлены мемориальные доски с именами павших. Согласно протоколу сформированной в конце июня 2022 года рабочей группы по советским памятникам при Госканцелярии Эстонии, памятник на братской могиле был признан «красным» монументом и подлежал демонтажу. Демонтирован летом 2022 года.

## Галерея

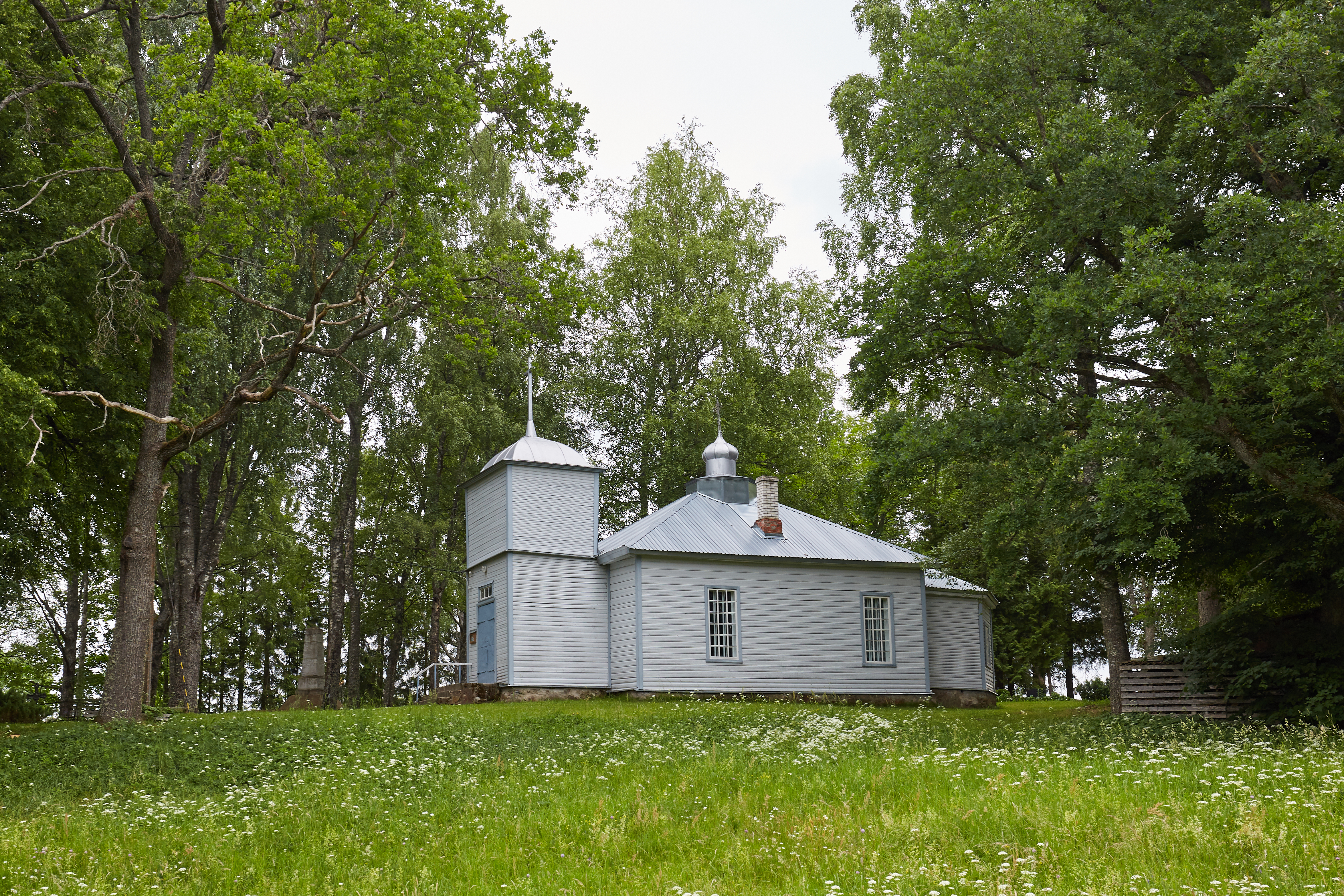
Церковь Иоанна Крестителя в Мийксе
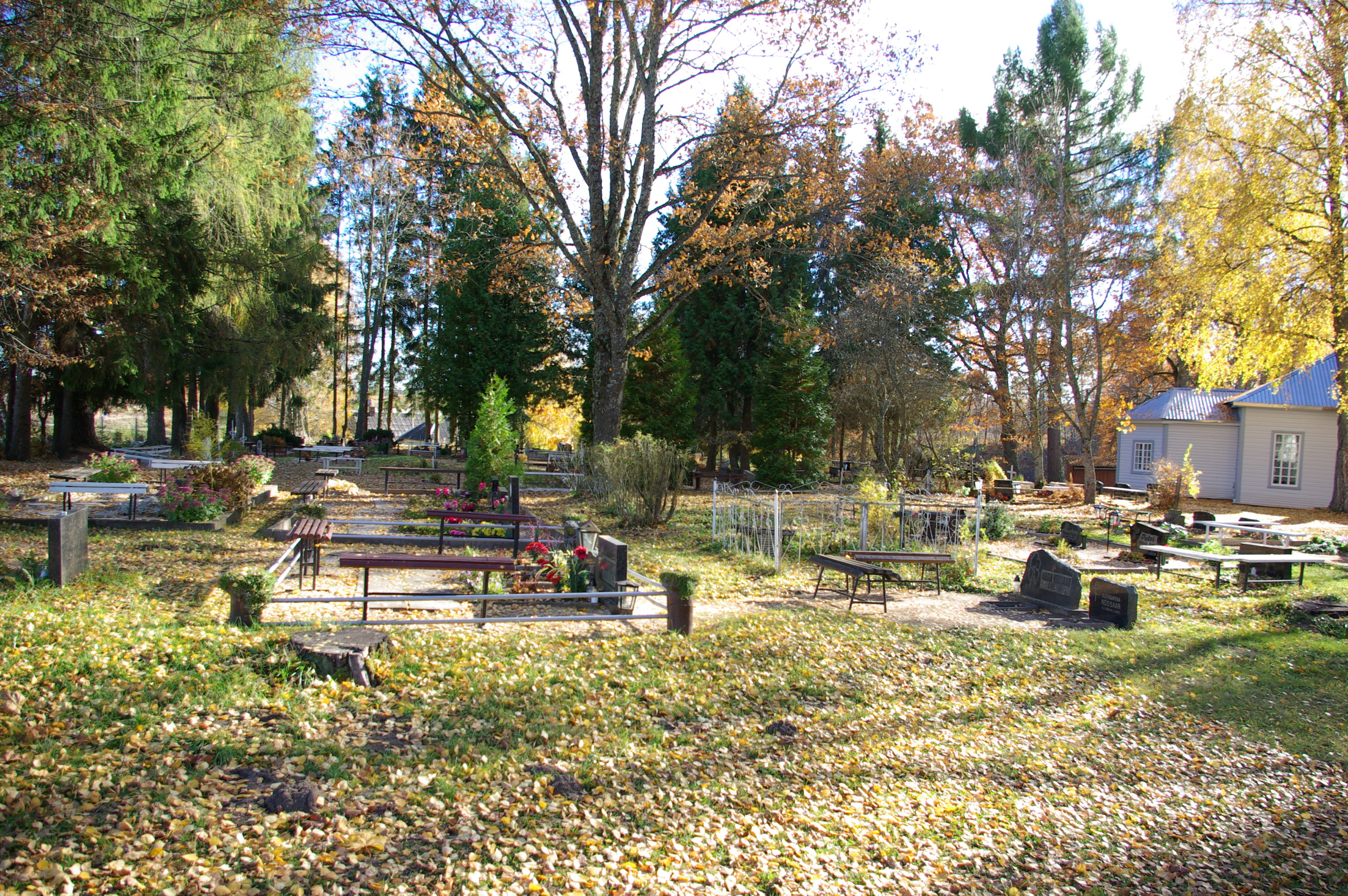
Кладбище Мийксе в 2013 году
Братская могила советских воинов, павших во II мировой войне, на кладбище Мийксе. Памятник демонтирован в 2022 году
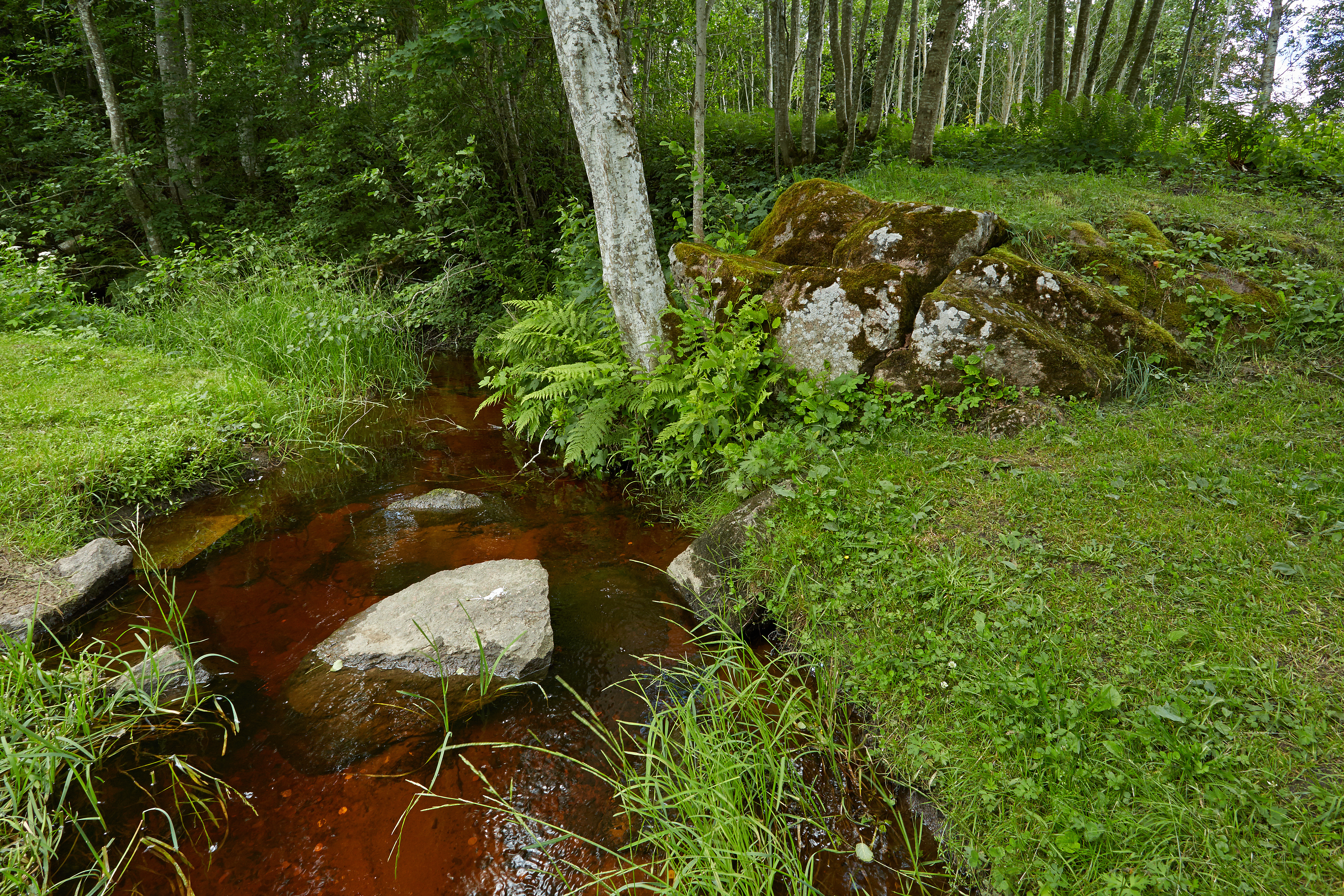
Жертвенный камень Яаникиви

## Происхождение топонима
В Институте эстонского языка считают, что название деревни имеет древнее эстонское происхождение, а русское окончание -зица и немецкое -sitz являются трансформациями в эти языки. Первоначальным названием было Meegoste ~ Meeksi. Название Miikse является южно-эстонской трансформацией. 
Начальная часть топонима — Meego или Meegos — может быть древним личным именем; в частности, упоминаются: в 1500 году — Matyes Mecke, в 1489 году — Meko, в 1355–1362 годах — Mekuse. Для сравнения можно также привести древненемецкие имена Mecca, Mecco.